# Kujavica
Kujavica (Servisch: Кујавица) is een plaats in de Servische gemeente Vladimirci. De plaats telt 244 inwoners (2002).